# 野口城 (常陸国)
野口城（のぐちじょう）は、茨城県常陸大宮市野口（常陸国那珂郡野口）にあった日本の城。常陸大宮市指定史跡。

## 歴史・沿革
991年(正暦2年)に鎮守府将軍藤原秀郷の流れを汲む藤原通直後裔の川野辺通直により築城され、以来、野口城は通直の後裔川野辺氏が世襲にて領有した。別称を川野辺城ともいう。なお、通直の兄は太田城を築城して太田通延と名乗り、子孫は小野崎氏となっている。
平安時代以降、常陸国北部は那珂で武門として名高い清和源氏の一家系河内源氏の流れを汲む佐竹氏と藤原秀郷の流れを汲む藤姓の両武士団が勢力を誇り、野口城は藤姓川野辺氏の拠点の役割を果たした。
南北朝時代に入り、川野辺資鎮は川野辺氏の庶家ながら有力な武士として台頭した瓜連城主の那珂通辰に従い、南朝方として活躍し佐竹氏に対抗したが、那珂通辰が敗死すると、川野辺氏も衰退し、穴技の地に退き、野口城は佐竹氏に明け渡された。
以後、野口城は佐竹氏の庶家野口氏により領有された。しかし、1540年（天文9年）、野口幹成が常陸守護佐竹義篤に背き敗北すると、幹成旧臣たる野口四天王らは佐竹氏に帰順、野口城は廃城となった。
現在は城址のみ残る。